# Mémorial aux Juifs assassinés d'Europe
Le Mémorial aux Juifs assassinés d'Europe (allemand : Denkmal für die ermordeten Juden Europas), également appelé Mémorial de l'Holocauste (allemand : Holocaust-Mahnmal), est un monument situé au centre de Berlin, entre la porte de Brandebourg et la Potsdamer Platz, en Allemagne, perpétuant le souvenir des victimes juives exterminées par les nazis au cours de l'Holocauste appelé Shoah en hébreu. 

## Historique
Né de l'initiative, dès 1988, d'un groupe de citoyens menés par la journaliste Lea Rosh et l'historien Eberhard Jäckel, la construction du Mémorial a débuté le 1er avril 2003 et s'est achevée le 15 décembre 2004. Il est inauguré le 10 mai 2005, et ouvert au public deux jours plus tard.
L'existence du Mémorial est dénoncée par l'extrême droite allemande. Björn Höcke, chef de file du parti AFD, l'a notamment qualifié en 2017 de « monument de la honte »,.
En février 2025, un touriste espagnol est blessé de plusieurs coups de couteau alors qu'il visitait le Mémorial de l'Holocauste. Le suspect, un réfugié syrien âgé de 19 ans, « aurait mûri depuis plusieurs semaines le projet de tuer des juifs »,

## Caractéristiques
Le Mémorial a été conçu avec un budget d'environ 26 millions d'euros par l'architecte américain Peter Eisenman et la société d'études techniques et d'architecture Buro Happold comme un « champ » de 19 073 m2, couvert de 2 711 stèles de béton disposées en maillage. Édifiées sur les terrains en jachère libérés dans les anciens « Jardins des Ministres » — au sud de la porte de Brandebourg — par les démolitions des installations frontalières est-allemandes en 1989–1990, les stèles font 2,68 m de long, 0,95 m de large, et de 0 m à 4,7 m de haut. Elles sont censées produire une atmosphère de malaise et de confusion, représentant un système supposé ordonné qui a perdu le contact avec la raison humaine.

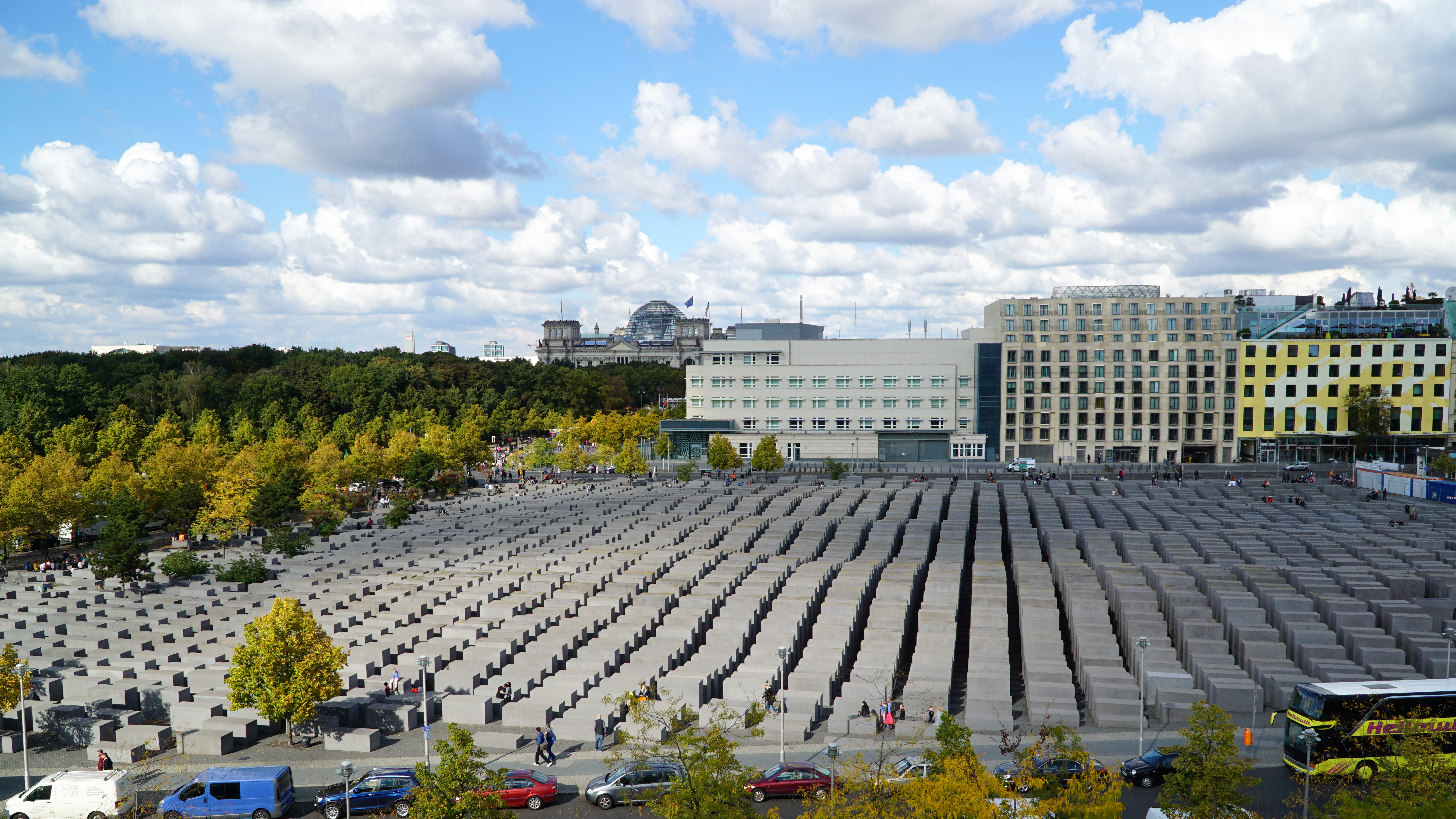
Vue d'ensemble du Mémorial.

Sous ce champ de stèles se trouve la « Place de l'Information » (allemand : Ort der Information), qui contient le nom de toutes les victimes juives recensées par le musée du souvenir et du centre de recherches de l'extermination des Juifs en Europe Yad Vashem , créé en 1953 à Jérusalem-Ouest, après une loi décidée par le Parlement de l'État d'Israël (Knesset).

## Le Centre d'information
Le Centre d'information du Mémorial aux Juifs assassinés d'Europe (Die Informationsstelle des Denkmals für die ermordeten Juden Europas), à Berlin abrite une exposition permanente située sous le Mémorial pour les Juifs assassinés d'Europe.
Elle a été agencée par Dagmar von Wilcken et traite de la persécution et de l'extermination des Juifs d'Europe, ainsi que des sites historiques des crimes commis pendant la Seconde Guerre mondiale. Depuis la modification de la loi fédérale sur le souvenir des personnes exterminées sous le nazisme, intervenue le 3 juillet 2009, l'exposition consacre également une partie dédiée aux homosexuels persécutés sous le Troisième Reich ainsi qu'aux Sintés et aux Roms assassinés (Porajmos)
,.
La visite de l'exposition est gratuite mais n'est pas recommandée aux enfants de moins de 14 ans. Il existe un important dispositif de sécurité. Des « audioguides » payants sont disponibles en français.

### Le couloir d'accès à la première salle (Auftakt)
L'exposition commence par un aperçu de la politique de terreur menée par Adolf Hitler et le régime national-socialiste de 1933 à 1945. Une suite de textes et de photos présente les persécutions et le meurtre des six millions de juifs européens.

### Première salle (Raum der Dimensionen)
Cette première salle thématique appelée « salle des dimensions » présente des citations de journaux intimes, de lettres et d’ultimes notes écrites pendant la période de l'Holocauste appelée en hébreu Shoah. Une frise bordant les murs de la salle, indique le nombre de victimes dans chaque pays européen (selon les frontières définies par les États qui existaient en 1937).

### Salle des familles (Raum der Familien)
Cette salle retrace, grâce à des photos et des documents personnels, le destin de 15 familles juives d'origines diverses. Elle essaye de refléter la diversité du judaïsme européen avant la période de l'Holocauste appelée en hébreu Shoah, avant la dispersion, la déportation et l'assassinat.

### Salle des noms (Raum der Namen)
Dans cette salle sont lus les noms ainsi que de courtes biographies de Juifs, originaires de toute l'Europe, assassinés et disparus pendant la guerre. La lecture, sous cette forme, des récits de la vie de toutes les victimes durerait près de six ans, sept mois et 27 jours. La documentation de cette salle peut constamment être enrichie grâce au soutien financier de l'Unterstützung des Förderkreises Denkmal für die ermordeten Juden Europas (l'association du Mémorial aux Juifs assassinés d'Europe).

### Salle des lieux (Raum der Orte)
Cette salle montre l'extension géographique de l'Holocauste dans toute l'Europe. Elle met en lumière les scènes de crimes commis en Europe centrale et orientale. Deux cent vingt lieux de persécution et d'extermination des Juifs européens et d'autres victimes sont présentés au travers de films et de photos historiques.

### Portail commémoratif (Gedenkstättenportal)
Ce « portail » propose des informations sur les sites consacrés à l'Holocauste ou, en hébreu, Shoah (musées et mémoriaux) en Europe.

### Base de données (Weitere Datenbanken)
La base de données, constituée par l'institut commémoratif israélien de Yad Vashem, contient les noms de plus de trois millions de victimes de l'Holocauste. Cette base peut être utilisée pour effectuer une recherche individuelle. Il est possible de consulter également le Gedenkbuch des Bundesarchivs für die Opfer der nationalsozialistischen Judenverfolgung in Deutschland, 1933–1945 (Livre du souvenir des archives fédérales pour les victimes des persécutions des juifs par le régime national-socialiste en Allemagne, 1933–1945).

### Archives vidéo
Les archives vidéo Sprechen trotz allem (Parler malgré tout) proposent, sur dix terminaux, des interviews de survivants de l'Holocauste (plusieurs langues sont disponibles). Les archives vidéo sont ouvertes tous les dimanches. Les recherches effectuées à partir des vidéos peuvent porter soit sur des lieux, soit sur des personnes ou des événements.

## Galerie de photos

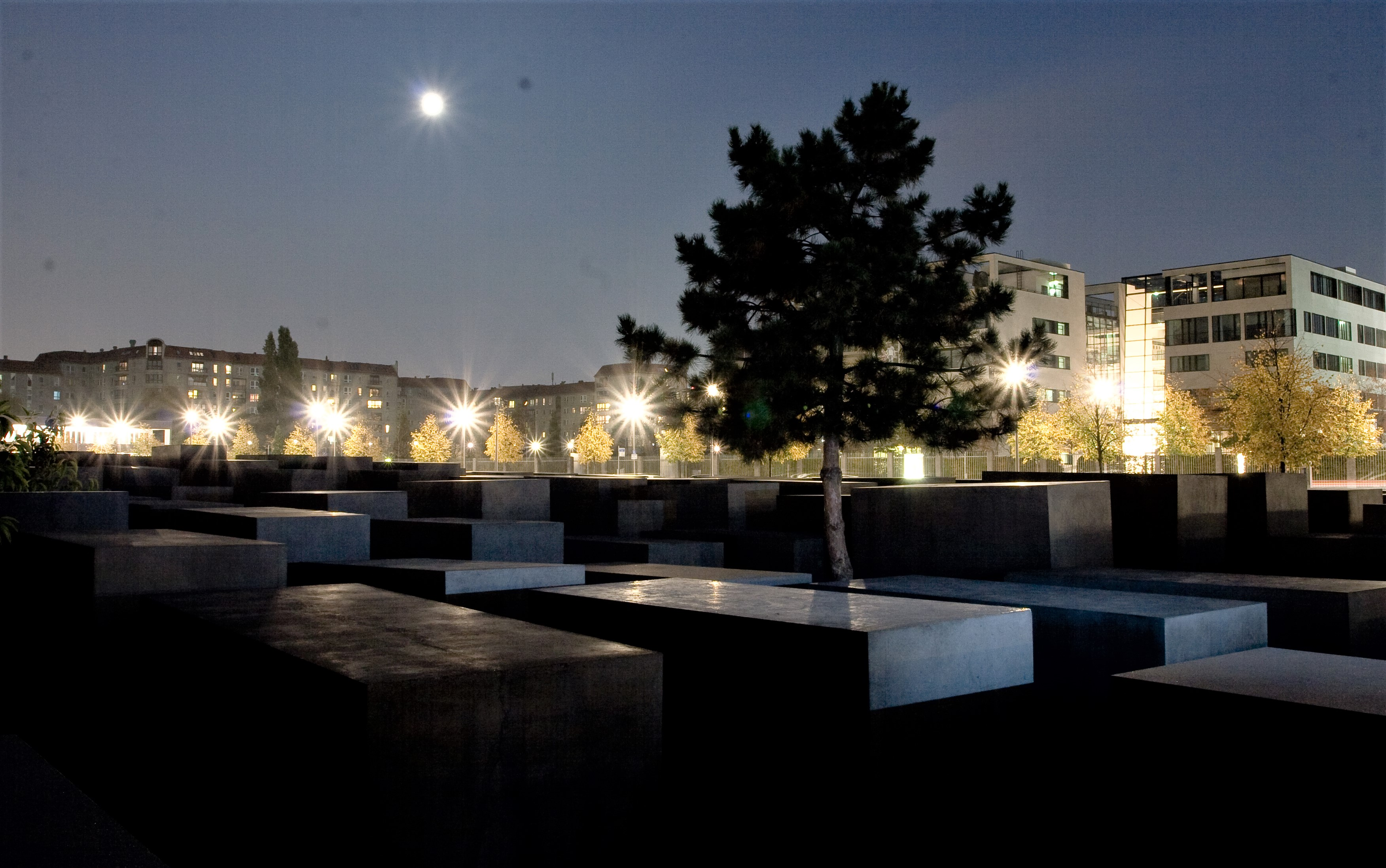
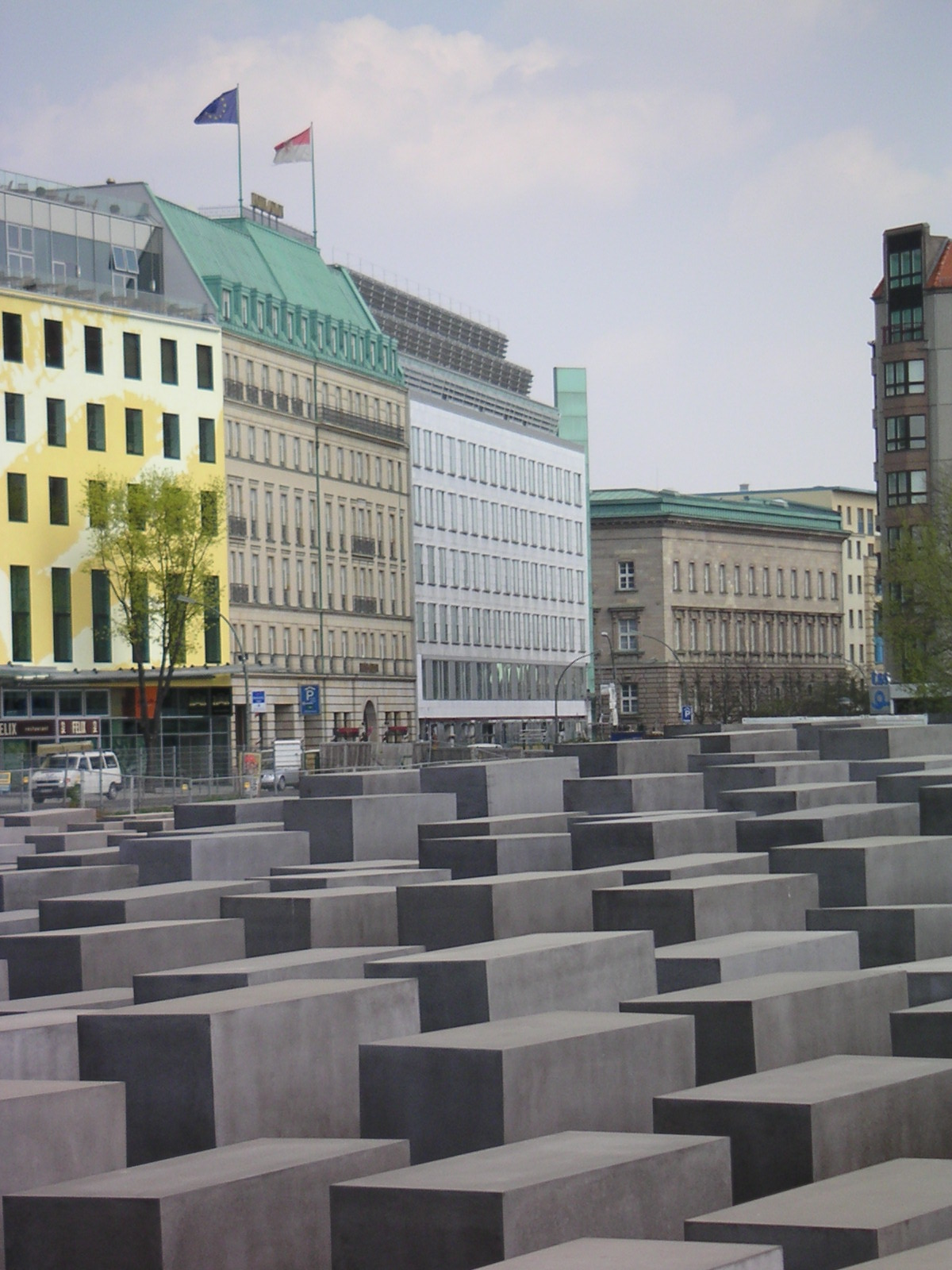
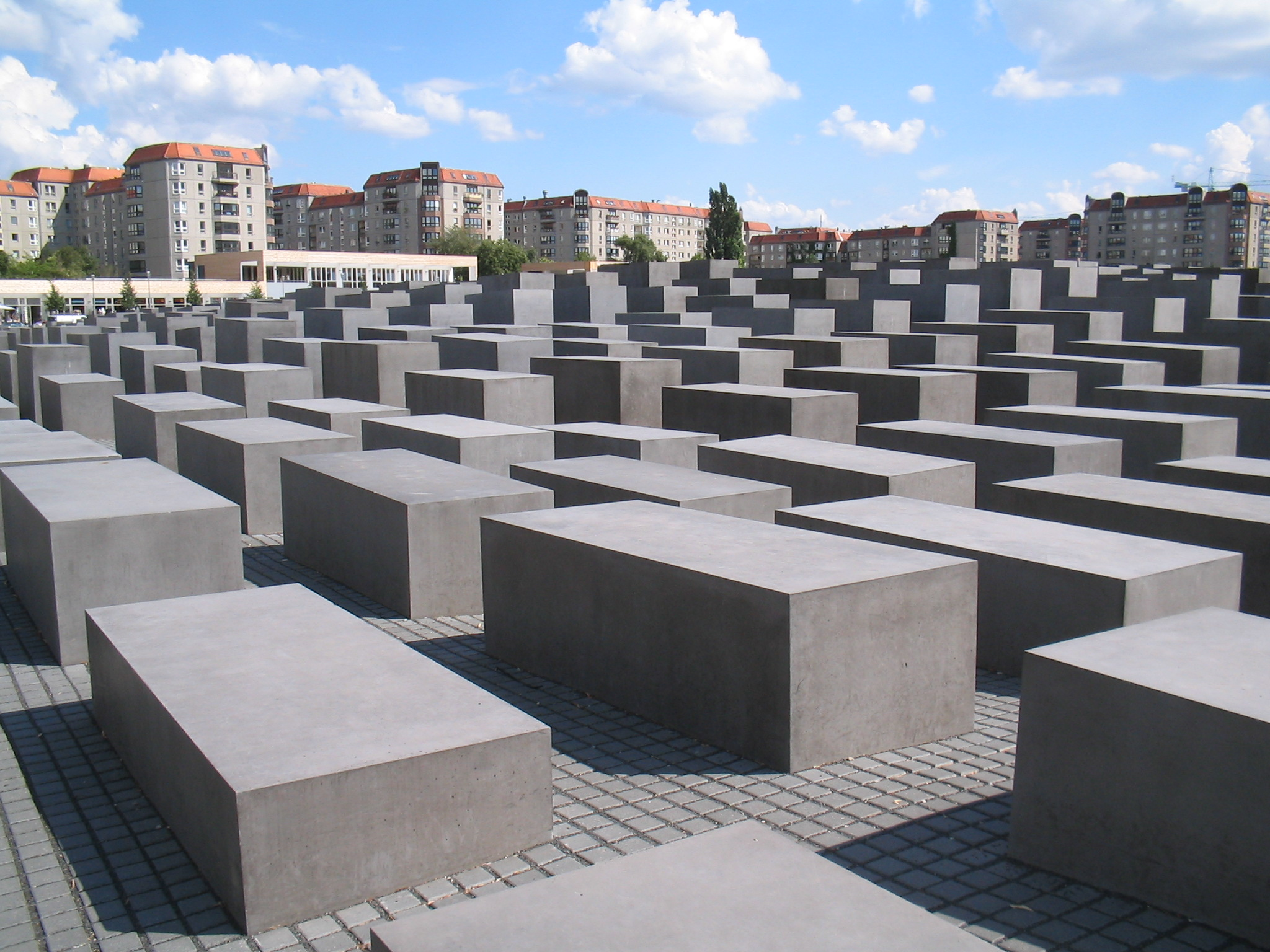
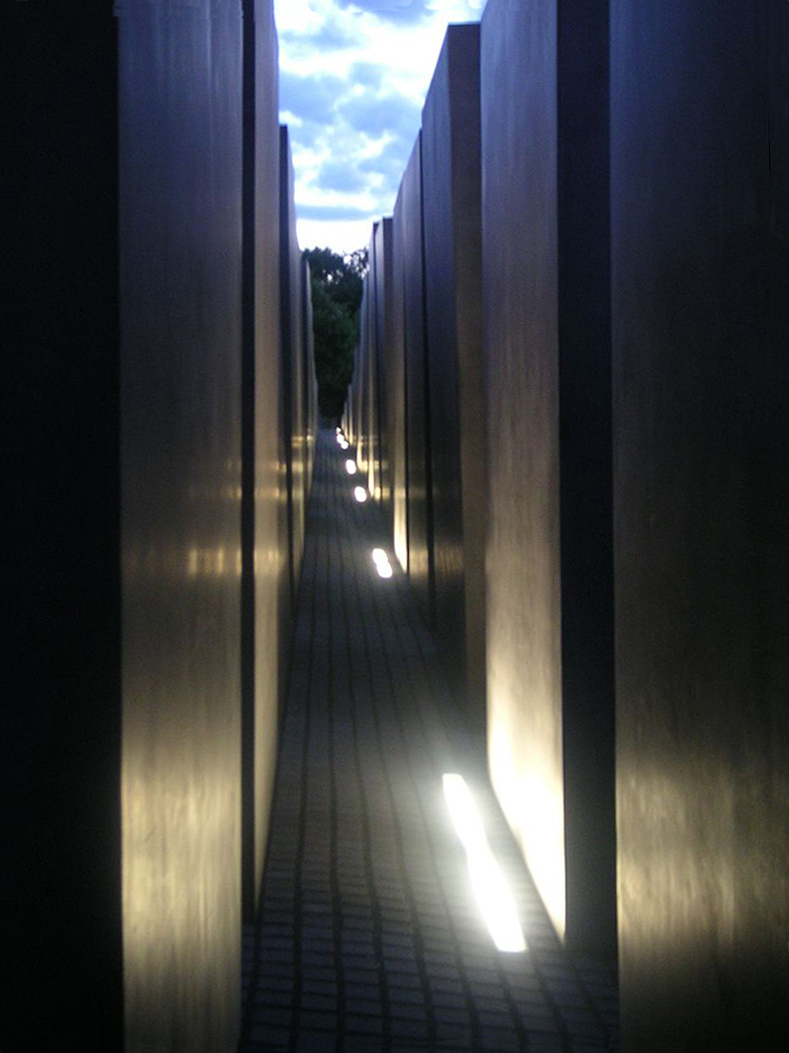